# Lutterlandbruch
Der Lutterlandbruch ist ein Naturschutzgebiet in der niedersächsischen Stadt Königslutter am Elm im Landkreis Helmstedt.
Das Naturschutzgebiet mit dem Kennzeichen NSG BR 101 ist rund 83 Hektar groß. Es ist nahezu identisch mit dem gleichnamigen FFH-Gebiet. Das Gebiet steht seit dem 18. April 1990 unter Naturschutz. Zuständige untere Naturschutzbehörde ist der Landkreis Helmstedt.
Das Naturschutzgebiet liegt im Naturpark Elm-Lappwald nordöstlich von Königslutter und südwestlich des Stadtteils Beienrode in der Schunterniederung. Im Osten grenzt es an die Schunter, im Norden wird es von der Kreisstraße 8 begrenzt.
Das unter Schutz stehende rund 1500 Meter lange und 400 bis 600 Meter breite Niedermoorgebiet wird überwiegend von Grünland und Feuchtgrünland, aber auch Auen- und Bruchwaldresten geprägt. Daneben sind Hochstaudenfluren, Großseggenrieden und Schilfröhrichte auf zum Teil nassen Standorten zu finden.
Der Niederungsbereich wird bei Hochwasser der Schunter überflutet. Im Naturschutzgebiet befinden sich zahlreiche Gräben. Im mittleren Teil befinden sich Teiche, die größtenteils als Fischteiche genutzt werden.
Im Naturschutzgebiet kommen u. a. Schlangenknöterich, Bachnelkenwurz und Schwarzschopfsegge vor. Die in Seggenrieden lebende Schmale Windelschnecke ist im Schutzgebiet nachgewiesen worden. Bei dem Vorkommen handelt es sich um das einzige derzeit bekannte Vorkommen im atlantischen Teil Niedersachsen. Der Lutterlandbruch ist Brut- und Nahrungsbiotop sowie Rast- und Überwinterungsgebiet zahlreicher Vogelarten.
Das Naturschutzgebiet ist über einen Bohlenweg und eine Beobachtungsplattform erlebbar.